# Domaine de Senelles
Le Domaine de Senelles est une propriété située rue Clémentine Steef, à Bias en Lot-et-Garonne.

## Historique
Au XVIIIe siècle le domaine de Senelles est une pépinière royale où poussent des mûriers blancs, puis des pruniers.
Le domaine est acheté au milieu du XIXe siècle par Désiré de Brondeau. C'est vers 1888 que son fils Léon de Brondeau, collectionneur d'art qui s'est aussi intéressé à la politique et à l'agriculture, a modifié la maison qui va devenir sa demeure. La maison avait deux niveaux. Il a fait ajouter une galerie puis a décoré la maison de nombreux plats et assiettes ayant des formes, des couleurs et des motifs divers.
Des dépendances en pisé ont été ajoutées.
La maison aux assiettes s'est dégradée au cours du temps et des travaux de restauration sont devenus nécessaires.
L'édifice a été inscrit au titre des monuments historiques le 26 novembre 2012,.
Veuf en 1883 et sans descendance, Léon de Brondeau a légué en 1906 son domaine à la commune de Villeneuve-sur-Lot, avec obligation de maintenir pendant 99 ans des fermiers. Le château aux assiettes et ses terres sont situés à Bias, devenue commune indépendante de Villeneuve-sur-Lot en 1935. En 2005, Villeneuve-sur-Lot vend ce legs à Bias.
Toutes les façades extérieures sont ornées de céramiques de tous styles. L’esprit scientifique de Léon de Brondeau, médecin de formation, est présent dans les emplacements harmonieux des assiettes, des carreaux et autres panneaux ornementaux.
Ces céramiques sont issues de nombreuses manufactures : faïenceries de Sarreguemines, de Choisy-le-Roi et de Gien, et de divers créateurs comme André Vincent Vieillard, ou Théodore Deck qui, outre de nombreuses frises de style iznik, signe une immense plaque représentant Urania, peinte par Eugène Gluck.

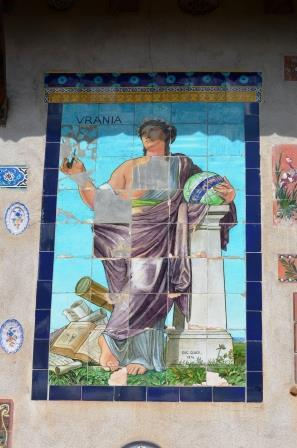
Urania d'Eugène Gluck (peintre) et Théodore Deck (céramiste). Ce panneau est situé sur la façade sud du château aux assiettes, domaine de Senelles, à Bias, Lot-et-Garonne.

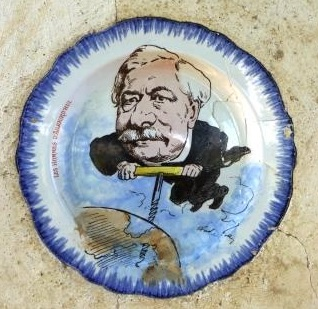
Ferdinand de Lesseps par André Gill (Les Hommes d'aujourd'hui), assiette de Creil-Montereau.

La qualité des céramiques confirme la valeur des collections de de Brondeau. Il possédait en effet aussi des collections de bronzes, de pendules et de peintures. Ces collections ont été léguées au musée des Beaux Arts d’Agen.

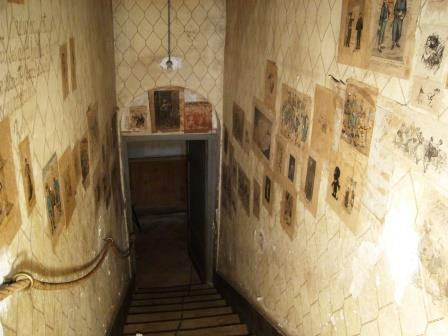
Vue de l'escalier, avec les dessins et caricatures collés sur les murs.

Autre originalité du château, Léon de Brondeau a collé sur les murs de l'escalier intérieur de nombreuses caricatures (années 1870-1906), issues de L'Assiette au beurre, du Grelot, de L'Esclave ivre, etc., des dessins et reproductions de tableaux. Les thèmes abordés, que l'on retrouvait parfois sur les assiettes en façades, sont la politique, l'anticléricalisme et la séparation de l'Église et de l'État, ainsi que des questions sociales contemporaines et toujours d'actualité comme le mariage et ses inconvénients, l'homosexualité, la prostitution, etc. Parmi les dessinateurs et caricaturistes, figurent André Laclotre, Emile Colh, Gustave Frison, Edmond Lavrade, Jules Grandjouan et André Gill, dont les caricatures issues de la revue Les Hommes d'aujourd'hui sont reprises sur une série de six assiettes scellées en façade.
En 2020, le domaine fait partie des douze sites de la Nouvelle-Aquitaine retenus pour bénéficier de l'aide du Loto du patrimoine et doit recevoir à ce titre une aide de 300 000 euros de la part de la Fondation Bern.